# Zoraida taiensis
Zoraida taiensis är en insektsart som beskrevs av Van Stalle 1988. Zoraida taiensis ingår i släktet Zoraida och familjen Derbidae. Inga underarter finns listade i Catalogue of Life.